# Fredrik Oppegård
Fredrik Oppegård (Oslo, 7 agosto 2002) è un calciatore norvegese, difensore dell'Auxerre.

## Carriera

### Club
Cresciuto nei settori giovanili di KFUM Oslo e Vålerenga, il 2 agosto 2019 viene prestato al PSV; il 10 aprile 2020 viene acquistato a titolo definitivo dalla squadra olandese, firmando un contratto annuale. Ha esordito in prima squadra e fra i professionisti il 19 dicembre successivo, in occasione dell'incontro di Eredivisie vinto per 1-4 contro l'RKC Waalwijk, rivelando Philipp Max al minuto 94'. Il 14 aprile 2022 ha anche esordito nelle competizioni europee, disputando l'incontro di ritorno dei quarti di finale di Conference League perso per 1-2 contro il Leicester City, subentrando a Philipp Max al minuto 74'. Il 29 gennaio 2023 passa in prestito al Go Ahead Eagles fino al termine della stagione.
La stagione successiva la comincia tra le file del PSV, tuttavia il 29 gennaio 2024 viene ceduto in prestito all'Heracles Almelo.

### Nazionale
Ha rappresentato le nazionali giovanili norvegesi.

## Statistiche

### Presenze e reti nei club
Statistiche aggiornate al 30 gennaio 2024.
| Stagione            | Squadra         | Campionato      | Campionato | Campionato | Coppe nazionali | Coppe nazionali | Coppe nazionali | Coppe continentali | Coppe continentali | Coppe continentali | Altre coppe | Altre coppe | Altre coppe | Totale | Totale |
| Stagione            | Squadra         | Comp            | Pres       | Reti       | Comp            | Pres            | Reti            | Comp               | Pres               | Reti               | Comp        | Pres        | Reti        | Pres   | Reti   |
| ------------------- | --------------- | --------------- | ---------- | ---------- | --------------- | --------------- | --------------- | ------------------ | ------------------ | ------------------ | ----------- | ----------- | ----------- | ------ | ------ |
| 2020-2021           | Jong PSV        | 1D              | 24         | 1          |                 | -               | -               |                    | -                  | -                  |             | -           | -           | 24     | 1      |
| 2021-2022           | Jong PSV        | 1D              | 17         | 0          |                 | -               | -               |                    | -                  | -                  |             | -           | -           | 17     | 0      |
| ott. 2022-gen. 2023 | Jong PSV        | 1D              | 7          | 0          |                 | -               | -               |                    | -                  | -                  |             | -           | -           | 7      | 0      |
| 2020-2021           | PSV             | ED              | 1          | 0          | CO              | 0               | 0               | UEL                | 0                  | 0                  |             | -           | -           | 1      | 0      |
| 2021-2022           | PSV             | ED              | 1          | 0          | CO              | 0               | 0               | UCL+UEL+UECL       | 0+0+1              | 0                  | SO          | 1           | 0           | 3      | 0      |
| 2022-gen. 2023      | PSV             | ED              | 3          | 0          | CO              | 0               | 0               | UCL+UEL            | 2+1                | 0                  | SO          | 0           | 0           | 6      | 0      |
| gen.-giu. 2023      | Go Ahead Eagles | ED              | 8          | 0          | CO              | 1               | 0               |                    | -                  | -                  |             | -           | -           | 9      | 0      |
| 2023-gen.2024       | Jong PSV        | 1D              | 12         | 0          |                 | -               | -               |                    | -                  | -                  |             | -           | -           | 12     | 0      |
| Totale Jong PSV     | Totale Jong PSV | Totale Jong PSV | 60         | 1          |                 | 0               | 0               |                    | 0                  | 0                  |             | 0           | 0           | 60     | 1      |
| 2023-gen.2024       | PSV             | ED              | 0          | 0          | CO              | 0               | 0               | UCL                | 1                  | 0                  |             | -           | -           | 1      | 0      |
| Totale PSV          | Totale PSV      | Totale PSV      | 5          | 0          |                 | 1               | 0               |                    | 5                  | 0                  |             | 1           | 0           | 11     | 1      |
| gen.-giu. 2024      | Heracles Almelo | ED              | 0          | 0          | CO              | 0               | 0               |                    | -                  | -                  |             | -           | -           | 0      | 0      |
| Totale carriera     | Totale carriera | Totale carriera | 73         | 1          |                 | 1               | 0               |                    | 5                  | 0                  |             | 1           | 0           | 80     | 1      |

## Palmarès

### Club

#### Competizioni nazionali
- Supercoppa dei Paesi Bassi: 1

PSV: 2021